# Verbascum leucophyllum
Verbascum leucophyllum är en flenörtsväxtart som beskrevs av August Heinrich Rudolf Grisebach. Verbascum leucophyllum ingår i släktet kungsljus, och familjen flenörtsväxter. Inga underarter finns listade i Catalogue of Life.